# Łuk podkowiasty

łuk podkowiasty

Łuk podkowiasty, łuk mauretański – łęk, architektoniczny element konstrukcyjny lub dekoracyjny, łuk w którym ramiona mają kształt wycinka obwodu jednego koła, większego od łuku pełnego. W łuku podkowiastym rozpiętość ramion jest większa niż odległość w punktach oparcia (impostach). Kształt półkola zwężającego się u podstawy, tworzy formę podkowy, skąd nazwa łuku. W typie ostrołukowym (łuk ostry podkowiasty) ramiona w szczycie wyznaczone są przez przecinające się odcinki koła, tworząc kształt ostrołuku.
Stosowany głównie w architekturze islamskiej wieńczył wszelkiego typu otwory. Pojawiał się sporadycznie w czasach rzymskich, ale na szerszą skalę łuk podkowiasty zastosowano w meczecie Umajjadów w Damaszku (706–715), być może motyw ten wywodzi się z przekonania (do dziś istniejącego wśród mieszkańców Afryki Północnej), że podkowa stanowi ochronę przed „złym okiem”. Dalszy rozwój tego typu łuków w architekturze nastąpił w VIII wieku, kiedy muzułmanie użyli takich konstrukcji w pałacu Al-Uchajdir. Następnie rozpowszechnił się w wielu meczetach w całym świecie muzułmańskim. Łuki podkowiaste są również powszechne w wielu budynkach w Europie, głównie w Hiszpanii w sztuce islamskiej i mozarabskiej (np. Wielki Meczet w Kordobie, klasztor San Miguel de Escalada, kościół w San Cebrián de Mazote), w Indiach i wielu częściach świata.
Łuk podkowiasty miał większą wysokość niż łuk pełny (półkolisty), a więc większe walory dekoracyjne. 

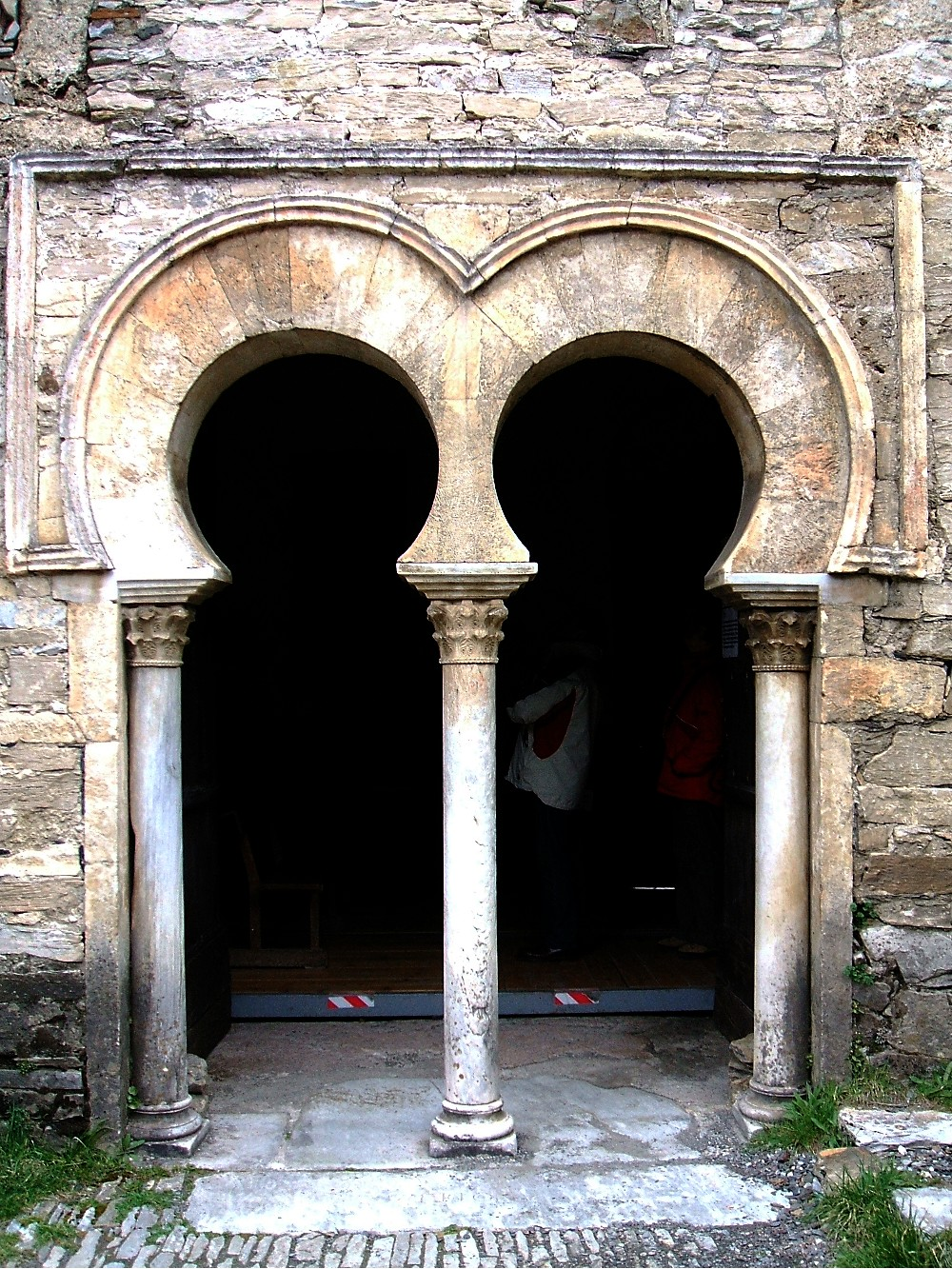
Łuki podkowiaste w kościele mozarabskim Santiago de Peñalba
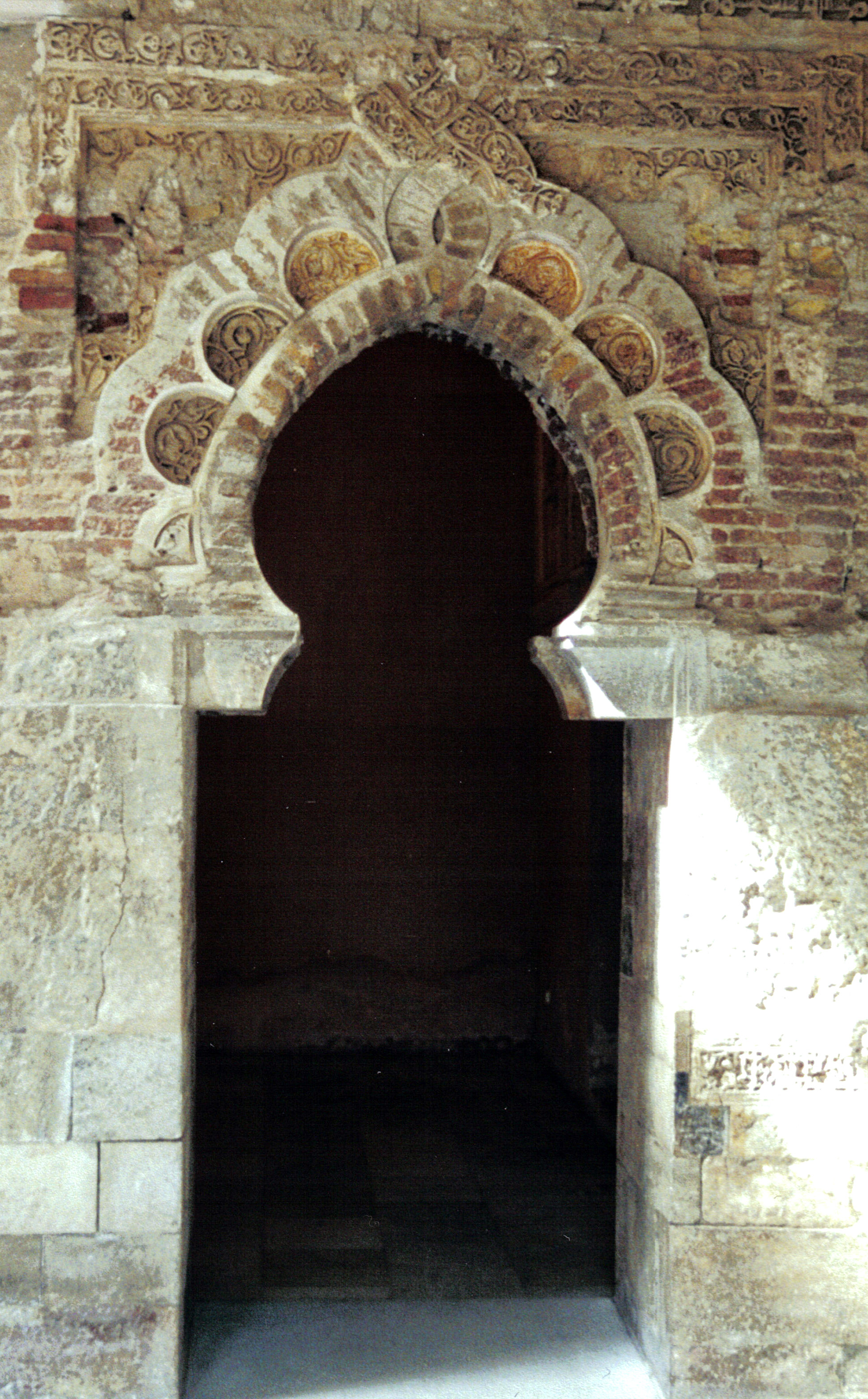
Łuk ostry podkowiasty w Palacio de la Aljafería